# Виктор Шаубергер
Виктор Шаубергер (Холцшлаг, 30. јул 1885 — Линц, 25. септембра 1958) био је аустријски шумарски надзорник, натуралист, филозоф и проналазач. Бавио се питањима из хидродинамике и енергетике. Његове теорије нису прихваћене у науци, а повезује се и са теоријама завере.

## Стваралачке активности

### Принципи
Шаубергер се залаже за „вртложне технологије“ и све је како каже копирао из живе и неживе природе. Његово гесло је било „схвати и копирај“. На основу својих посматрања је радио на теорији природних кретања. Као примере наводи текуће реке, пливајућу пастрмку или лет птице.

### Технички уређаји
На основу својих теорија је разрадио неколико прототипова машина и уређаја за које не постоје докази.
Такође је аутор неколико пољопривредних машина за бољу обраду земље које такође нико није видео а доказе о томе нико није видео.

### Перпетуум мобиле
Бавио се и прототипом за перпетуум мобиле за који је инспирисан обичним виром у води и роговима од антилопе.

### Проналазци
Као наредну машину за време рата је развијао за Немачку летећу ротациону машину коју је називао “репулсионом“ и која је требало да буде основа за нацистички НЛО
.
Следећа машина на којој је радио је „климатор“ која је требало да помоћу маханичког апарата загрева ваздух.
Бавио се и тихим мотором за подморнице.

### Патенти
Шаубергер је пријавио у аустријском заводу за патенте неколико патената.
Ови патенти нису били за употребу.
У целини се може рећи да је непризнати псеудонаучник, који није добио признање у научним круговима.